# Ярков, Пётр Глебович
Пётр Глебович Ярков (15 (27) августа 1875, дер. Сельцо, Московская губерния — 18 декабря 1945, Москва) — русский и советский поэт, певец-импровизатор (тенор), знаток и собиратель русских народных песен, автор статей и брошюр по вопросам сельского хозяйства.

## Биография
Пётр Глебович Ярков родился 15 (27) августа 1875 года в деревне Сельцо Салтыковской волости Бронницкого уезда Московской губернии, в крестьянской семье. В детстве слушал народные песни в исполнении своей матери, занимался под руководством известного певца и плясуна П. Я. Порошина. В 1884—1887 годах учился в земской школе, находившейся в городе Бронницы. В 1887—1892 годах обучался столярному делу в Москве. В 1899 году посещал дом Л. Н. Толстого в Хамовниках.
После Великой Октябрьской социалистической революции Ярков принимал активное участие в культурной жизни родной деревни, был селькором. Работал журналистом в сельских газетах («Беднота», «Крестьянская газета», журнал «Сам себе агроном»), писал брошюры на сельскохозяйственные темы.
Неоднократно подвергался тюремному заключению (в 1927 и 1938 годах). Скончался 18 декабря 1945 года в Москве. Похоронен на Даниловском кладбище.

## Творческая деятельность
В 1919 году Ярков организовал собственный самодеятельный крестьянский хор, который выступил в 1921 году в Москве на собрании этнографической секции ГИМНа. К 1925 году хор сумел развиться до профессионального коллектива, выработал своеобразный исполнительский стиль. В 1930 году хор Яркова занял первое место на Всесоюзной олимпиаде.
Ярков сам составлял программы для концертов хора и давал к ним пояснения, активно публиковал в музыкальных журналах статьи о своём хоре, народных песнях и др. В течение нескольких десятков лет собирал тексты и мелодии народных песен, распевал их в хоре. П. Г. Яркову принадлежат слова и напев песни «Ты живи, Россия, здравствуй», которая звучит на концертной эстраде и в наши дни.
Многие песни, собранные Ярковым, были впоследствии записаны музыковедом А. В. Рудневой, которая взяла на себя руководство крестьянским хором после смерти его основателя. Эти записи впоследствии увидели свет в сборнике «Русские народные песни Подмосковья, собранные народным певцом-умельцем П. Г. Ярковым с 1890 по 1930» (1951; 2-е изд.: 1964).

### Комментарии
1. ↑  Поскольку первоначальный текст имел тесную привязку к советской идеологии («Ты живи, Россия, здравствуй, // Мать-Советская страна…», «Знамя братства всех народов // Ты, Россия, подняла…» и т. д.[6]), современные музыканты исполняют его в переработанном и сокращённом виде.